# Automolis lateritiola
Automolis lateritiola är en fjärilsart som beskrevs av Embrik Strand 1917. Automolis lateritiola ingår i släktet Automolis och familjen björnspinnare. Inga underarter finns listade i Catalogue of Life.